# 特龙希
特龙希（法語：Tronchy，法語發音：[tʁɔ̃ʃi]）是法国索恩-卢瓦尔省的一个市镇，属于卢昂区。

## 地理
特龙希（46°43'39"N, 5°4'19"E）面积7.76 平方千米，位于法国勃艮第-弗朗什-孔泰大區索恩-卢瓦尔省，该省份为法国中部省份，北起顺时针与科多尔省、汝拉省、安省、罗讷省、卢瓦尔省、阿列省和涅夫勒省接壤。
与特龙希接壤的市镇（或旧市镇、城区）包括：布雷斯地区莱萨尔、布雷斯地区圣克里斯托夫、布雷斯地区圣艾蒂安、韦里塞。

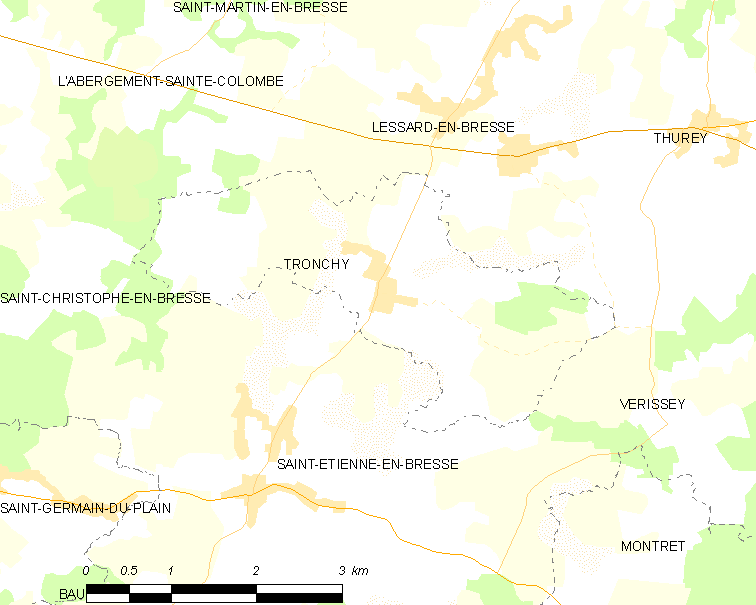
特龙希的OSM定位图

特龙希的时区为UTC+01:00、UTC+02:00（夏令时）。

## 行政
特龙希的邮政编码为71440，INSEE市镇编码为71548。

## 政治
特龙希所属的省级选区为索恩河畔乌鲁县。

## 人口

1962-2008年间特龙希人口变化图示

特龙希于2022年1月1日时的人口数量为241人。